# Jamming
Il jamming è l'atto di disturbare volutamente le comunicazioni radio (wireless) facendo in modo che ne diminuisca il rapporto segnale/rumore, indice di chiarezza del segnale, tipicamente trasmettendo sulla stessa frequenza e con la stessa modulazione del segnale che si vuole disturbare.
Nei paesi governati da regimi totalitari è utilizzato come forma di censura, per evitare che la popolazione riceva informazioni dall'estero. Durante un conflitto può essere considerato una tipologia di guerra elettronica, poiché può essere attuato per disturbare le comunicazioni e i radar del nemico o per sabotare le loro armi: storicamente, il jamming aiutò ad esempio i finlandesi a scovare le mine sovietiche durante la guerra di continuazione grazie ad una canzone dal titolo Säkkijärven polkka.
Nell'ambito del rilevamento topografico, il jamming (traducibile in italiano come "disturbo intenzionale") è invece un fenomeno di disturbo del segnale satellitare in grado di determinare errori di posizionamento non quantificabili e controllabili, che può trarre origine da ripetitori, linee elettriche ad alta tensione od antenne trasmittenti. A differenza del fenomeno del multipath fading non si tratta di un disturbo dovuto alla riflessione del segnale satellitare (che può essere causato da pareti rocciose, chiome di alberi, ecc.) ma di un problema dovuto alla sovrapposizione/deviazione del segnale di natura elettromagnetica del satellite.

## Sicurezza
Gli attacchi di tipo “Jamming” vengono in genere sferrati nei confronti degli impianti di allarme senza fili. 
Disturbando la comunicazione radio tra i vari elementi un malintenzionato riesce ad oscurare il segnale radio e quindi a neutralizzare il sistema di allarme.
Una debolezza dei sistemi wireless, difatti, è la loro sensibilità alle onde radio. Un'azione di jamming su di essi produce una variazione dei segnali in ingresso e di conseguenza, nei casi gravi, un'impossibilità di utilizzo del sistema stesso, in quanto l'ambiente wireless viene compromesso a causa del traffico dei segnali non autorizzati che vengono ricevuti.
In caso di interferenze, molte WLAN non aggiornate non sono capaci di reagire, in quanto necessitano di un amministratore che modifichi manualmente i parametri di rete, mentre quelle di ultima generazione sono dotate di un gestore delle radio frequenze in tempo reale (real-time RF manager), capace di identificare le varie interferenze ed all'occorrenza adattare la rete per eliminarle.
Nel caso di interferenze non intenzionali, il gestore RF aiuta ad evitare cali di efficienza della rete, ma nel caso di un vero e proprio attacco jammer, risulta molto difficile difendersi: solitamente l’attaccante trasmette segnali radio su tutti i canali, in modo da impedire qualsiasi comunicazione tra i dispositivi wireless. Per questo motivo, le tecniche standard utilizzate (come il cambio di canale), risultano inefficaci.
Siccome non è necessario nessun hardware speciale per attuare questo tipo di attacco, in quanto basta ascoltare il traffico radio e trasmettere segnali sulla stessa frequenza del sistema da attaccare, il jamming è molto facile da implementare: se eseguito correttamente può portare enormi vantaggi per l’attaccante, con un costo relativamente basso.

## Tipologie di jammer
Esistono diversi tipi di apparecchiature impiegabili per un attacco jammer, i principali sono:
- Constant jammer: trasmette del rumore composto da bit casuali,in maniera continua e senza seguire nessun protocollo MAC (Media Access Control). Il jammer opera indipendentemente dall'analisi del canale o dal traffico su di esso.

- Reactive jammer: rimane dormiente e analizza il canale in cerca di trasmissioni. Nel caso il canale sia inattivo, il jammer continua l’analisi passiva sullo stesso, altrimenti si attiva ed inizia a trasmettere rumore per corrompere i bit dei pacchetti legittimi, in modo da costringere il ricevente a scartarli, causando un calo delle prestazioni della rete.

- Random jammer: alterna uno stato di quiescenza con uno stato di attività. Entrambe le fasi sono temporizzate a livello casuale per non generare uno schema di trasmissione prevedibile dal difensore. Durante la fase attiva, il jammer può comportarsi come un Constant jammer oppure come un Reactive jammer, in base all’implementazione e allo scopo dell’attacco.

- Deceptive jammer: trasmette costantemente pacchetti illegittimi in modo da far credere agli eventuali dispositivi riceventi che il canale è occupato. Ciò causa un sensibile aumento del tempo di ascolto da parte dei ricevitori legittimi, drasticamente abbassando il loro tempo di trasmissione. La differenza tra un jammer ingannevole da uno a trasmissione continua è che mentre quest’ultimo trasmette bit casuali, il jammer ingannevole si attiene ai protocolli della rete, in modo da far credere ai ricevitori legittimi che i pacchetti illegittimi inviati siano validi.

- Shot noise-based intelligent jammer: trasmette impulsi ripetuti per corrompere lo schema FEC (Forward Error Correction) usato dai pacchetti, in modo che vengano scartati dal ricevitore legittimo.

## Metriche software
Un attacco jammer, dal punto di vista dell'attaccante, è caratterizzato da diverse metriche che vanno prese in considerazione anche in base all'ambiente e all'obiettivo da colpire:
- Probabilità di rilevamento: l'implementazione del jammer deve essere tale da non far notare la sua presenza.
- Invisibilità ai rilevatori: il jammer deve usare tecniche per evitare lunghe esposizioni durante l'emissione dei segnali (es. utilizzando Reactive jammer piuttosto che un Constant jammer)
- Potenza dell'attacco DOS: in base all'obiettivo dell'attacco, può essere necessario esercitare un attacco DOS completo per bloccare completamente il sistema, oppure uno più debole nel caso il bersaglio sia solo un diversivo.
- Forza contro i codici FEC: più bit vengono corrotti e meno capace è il ricevente di risolvere gli errori nei pacchetti, causando la perdita di essi.
- Forza al livello fisico per vincere contro le tecniche di codifica del canale: con una forza sufficiente, il jammer è capace di minare l'integrità dei dati a monte della trasmissione, impedendone l'elaborazione da parte dei ricevitori.
- Risparmio energetico: se l'attacco richiede l'impiego di un elevato intervallo di tempo, è necessario che il jammer sfrutti a dovere l'efficienza delle batterie, in modo da non smettere di funzionare proprio nei momenti più cruciali dell'attacco.

Invece, dal punto di vista del difensore, alcune metriche necessarie per avere un rilevatore efficiente ed accurato sono le seguenti:
- Percentuale di falsi allarmi
- Rilevamento proattivo
- Costo computazionale
- Rilevamento rapido